# هنري إنجلش ريد
هنري إنجلش ريد هو سياسي أمريكي، ولد في 25 ديسمبر 1824 في مقاطعة لارو في الولايات المتحدة، وتوفي في 9 نوفمبر 1868.